# El col·legi dels animals màgics
El col·legi dels animals màgics (originalment en alemany, Die Schule der magischen Tiere) és una pel·lícula dramàtica germanoaustríaca del 2021 dirigida per Gregor Schnitzler, adaptada cinematogràfica de la sèrie de llibres del mateix nom. El 9 de setembre de 2022 es va estrenar el doblatge en català central a les sales de cinema. També s'ha doblat al valencià per a À Punt.

## Sinopsi
L'Ida Kronenberg és una nova estudiant de l'escola Winterstein i no estableix cap amistat. Al mateix temps, la Mary Cornfield es converteix en la nova professora de la classe i planteja al seu grup d'alumnes que haurien d'aconseguir animals màgics.

## Producció

### Rodatge
La productora berlinesa Kordes & Kordes es va assegurar els drets de la pel·lícula el 2014. Meike Kordes assegura que va veure com un pare llegia en veu alta al tren, va fotografiar la portada i poc després va adquirir-ne els drets. El rodatge va tenir lloc de setembre a novembre de 2019 al castell de Grafenegg a la Baixa Àustria, als Bavaria Studios i als MMC Studios de Colònia. Wolfgang Aichholzer va ser-ne el director de fotografia. El coproductora austríaca va ser Wega Film (Veit Heiduschka i Michael Katz).

### Publicació
La pel·lícula es va estrenar el 14 d'octubre de 2021 als cinemes alemanys. A principis de novembre de 2021, la distribuïdora de cinema Leonine va anunciar que un milió d'espectadors de cinema ja havien vist la pel·lícula. A mitjans de gener de 2022, la pel·lícula havia recaptat 11,1 milions de dòlars, segons Box Office Mojo.

### Seqüela
El rodatge de la seqüela va acabar l'estiu del 2021 sota la direcció de Sven Unterwaldt.